# Grenadin (tekstil)
Grenadin er en vævning af lys, åben, gaze-lignende tekstur fra en jacquardvæv. Oprindeligt blev det fremstillet i Italien og båret som sort silkeblonde i Frankrig i 1700-tallet. Det væves i dag af silke til slips.
Grenadinslips er for det meste fremstillet af enkeltfarvet grenadinsilke, hvis overflade udgør den eneste nuanceforskel. Når slipset kun har én farve, er det nemmere at matche med andre mønstre, farver, og med formelle og uformelle jakker. Grenadinslips blev benyttet af Sean Connery i rollen som James Bond.